# مكسيم غوركي

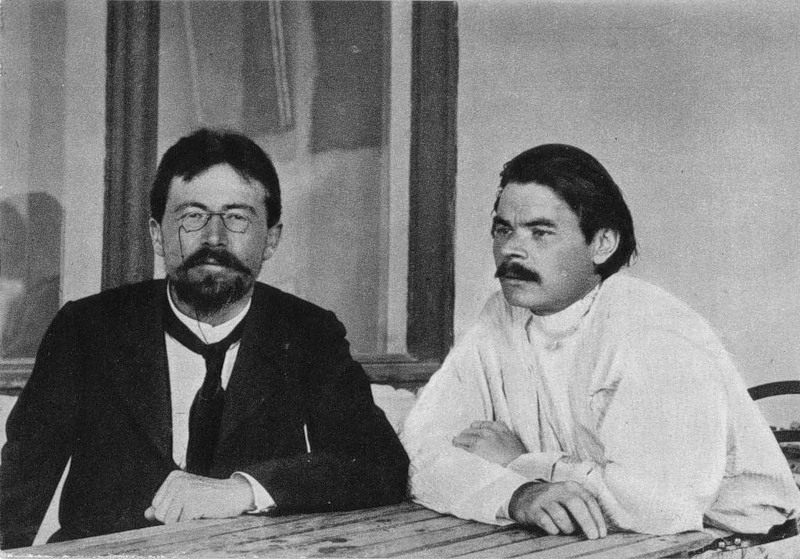
مكسيم خوركي مع أنطون تشيخوف عام 1900

أليكسي مكسيموفيتش بيشكوف (بالروسية: Алексей Максимович Пешков) ويعرف باسم مكسيم غوركي (Максим Горький)؛ (28 مارس 1868 - 18 يونيو 1936)، أديب وناشط سياسي ماركسي روسي، مؤسس مدرسة الواقعية الاشتراكية التي تجسد النظرة الماركسية للأدب حيث يرى أن الأدب مبني على النشاط الاقتصادي في نشأته ونموه وتطوره، وأنه يؤثر في المجتمع بقوته الخاصة، لذلك ينبغي توظيفه في خدمة المجتمع. كما تم ترشيحه 5 مرات للحصول على جائزة نوبل في الآداب.

## حياته
وُلِدَ في نجني نوفجراد عام 1868م، وأصبح يتيم الأب والأم وهو في التاسعة من عمره، فتولّت جدته تربيته، وكان لهذه الجدة أسلوب قصصي ممتاز، مما صقلَ مواهبهُ القصصية. وبعد وفاة جدته تأثّر لذلك تأثّرأ كبيراً ممّا جعله يحاول الانتحار. جاس بعد ذلك على قدميه في أنحاء الإمبراطورية الروسية، لمدة خمس سنوات غيّر خلالها عمله عدّة مرات، وجمع العديد من الانطباعات التي أثرت بعد ذلك في أدبه.
تعني كلمة جوركي باللغة الروسية «المر» وقد اختارها الكاتب لقباً مستعاراً له من واقع المرارة التي كان يعاني منها الشعب الروسي تحت الحكم القيصري والتي شاهدها بعينه خلال المسيرة الطويلة التي قطعها بحثاً عن القوت، وقد انعكس هذا الواقع المرير بشكل واضح على كتاباتهِ وبشكل خاص في رائعته «الأم».
كان صديقاً لـ لينين الذي التقاه عام 1905م
توفي ابنه مكسيم بشكوف عام 1935م، ثم توفّي هو في 18 يناير 1936م في موسكو، وسط شكوكٍ بأنهما ماتا مسمومين. سميت مدينة نجني نوفجراد التي ولد فيها باسمه «غوركي» منذ عام 1932م حتى عام 1990م.

## أهم أعماله
- الأم (رواية).
- رواية الطفولة.[8]
- مسرحية الحضيض.
- قصيدة «انشودة نذير العاصفة».
- الطفولة 1913-1914
- الأعداء؛ دراما؛1906
- جامعاتي 1923

بالإضافة للعديد من المسرحيات والقصص والمقالات.

## روابط خارجية
- مكسيم غوركي على موقع IMDb (الإنجليزية)
- مكسيم غوركي على موقع الموسوعة البريطانية (الإنجليزية)
- مكسيم غوركي على موقع الموسوعة البريطانية (الإنجليزية)
- مكسيم غوركي على موقع ميوزك برينز (الإنجليزية)
- مكسيم غوركي على موقع قاعدة بيانات برودواي على الإنترنت (الإنجليزية)
- مكسيم غوركي على موقع إن إن دي بي (الإنجليزية)
- مكسيم غوركي على موقع ديسكوغز (الإنجليزية)
- مكسيم غوركي على موقع قاعدة بيانات الفيلم (الإنجليزية)